# اره عمودبر

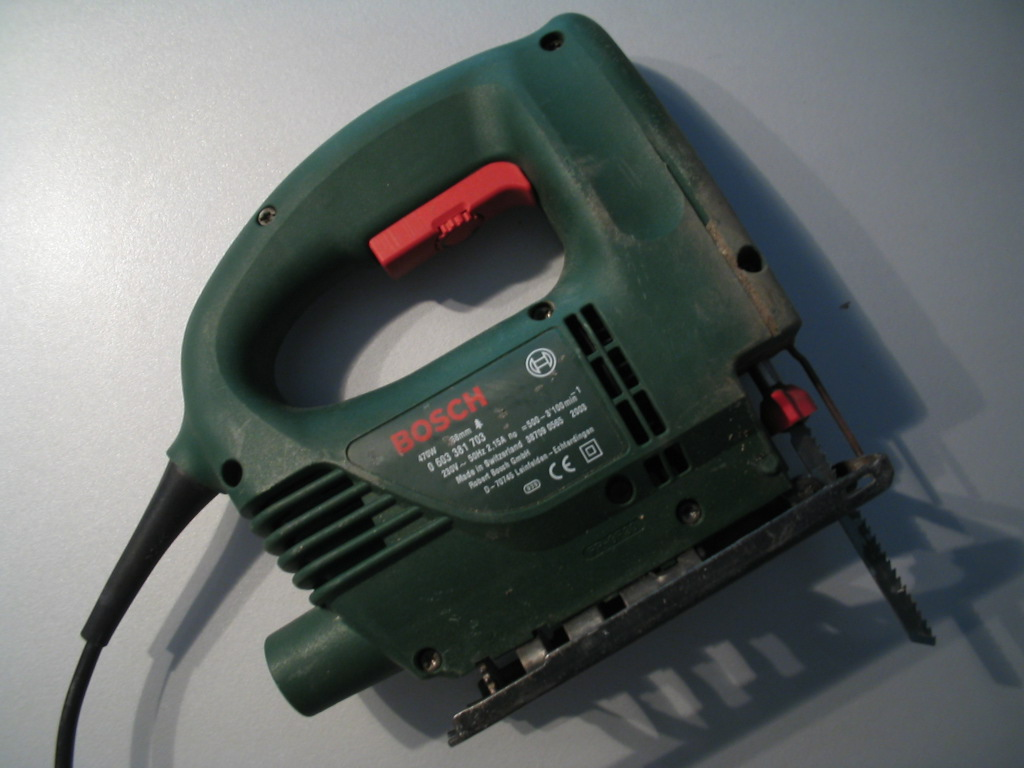
اره چکشی

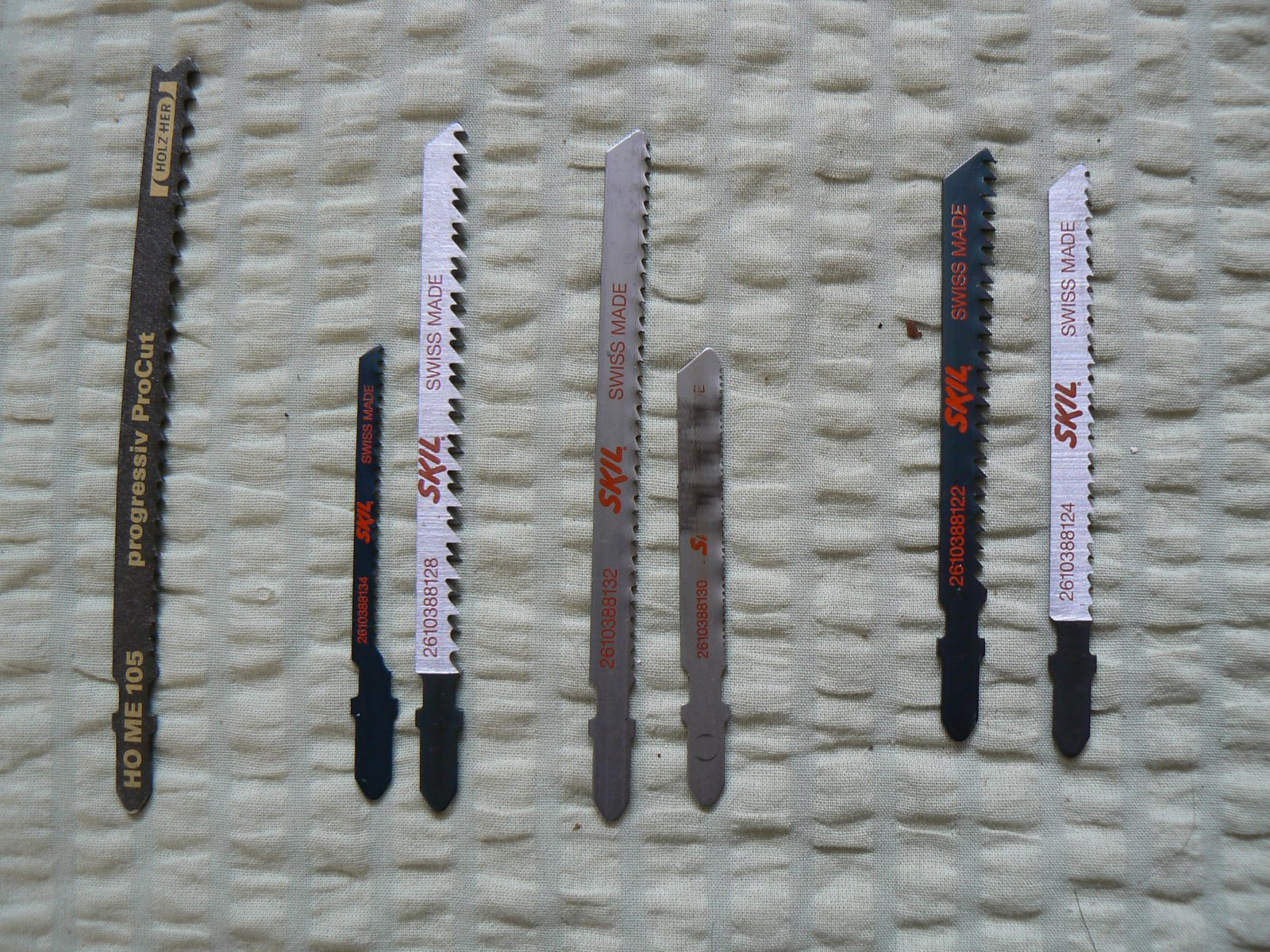
تیغه اره چکشی

اره عمود بُر دستی یا اره چکشی نوعی اره‌است که جهت برش مواد مختلف مانند چوب، تخته سه لایی، نئوپان، فیبر، آلومینیوم، پلاستیک، آهن و موارد مشابه با ضخامت کم کاربرد دارد.
این اره به دو نوع افقی و چکشی عمود تقسیم می‌شود.